# دیوانه‌تر
«دیوانه‌تر» (به انگلیسی: Crazier) تک‌آهنگی از هنرمند اهل ایالات متحده آمریکا تیلور سوئیفت است.